# Кожевники (Пермский край)
Кожевники — деревня в Верещагинском районе Пермского края. Входит в состав Бородульского сельского поселения.

## Географическое положение
Деревня расположена на реке Средняя Рассоха (приток реки Нытва), к северо-востоку от административного центра поселения, деревни Бородули.

## Население
| 2010 |
| ---- |
| 41   |

## Топографические карты
- Лист карты O-40-62 Верещагино. Масштаб: 1 : 100 000. Издание 1962 г.